# Prinzipal (Computersicherheit)
Ein Prinzipal bezeichnet in der Informationssicherheit eine Entität, die durch einen Computer oder ein Netzwerk authentifiziert werden kann. Die Sprache Java und Literatur von Microsoft verwenden die Bezeichnung „Sicherheitsprinzipal“.
Ein Sicherheitsprinzipal kann sich auf einzelne Benutzer, Computer, Dienste, Prozesse oder Threads beziehen.
Sicherheitsprinzipale müssen identifiziert und authentifiziert werden, bevor ihnen Rechte und Privilegien in einem Netzwerk zugewiesen werden können. Ein Sicherheitsprinzipal ist durch eine zugehörige Kennung (Security Identifier) identifiziert, mit dem es für Zuweisung von Eigenschaften und Rechten angesprochen wird.